# Giovanni Francesco Grimaldi

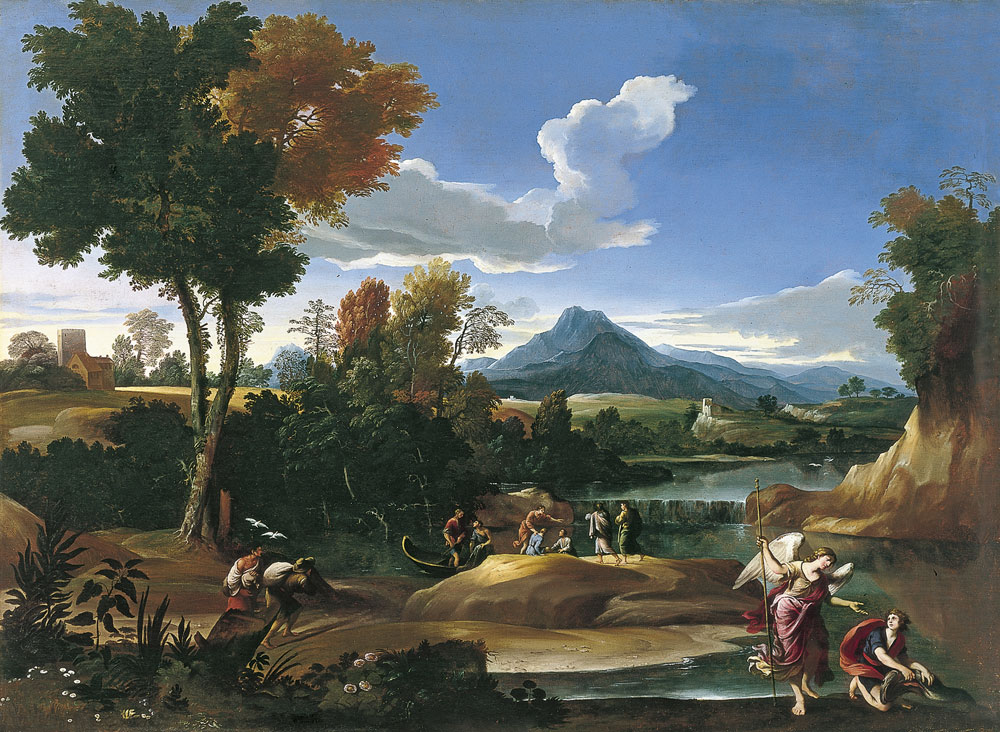
Paisaje con Tobías y el ángel, óleo sobre lienzo, 174 x 126 cm, Madrid, Museo Thyssen Bornemisza.

Giovanni Francesco Grimaldi, llamado  il Bolognese  (Bolonia, c. 1606 – Roma, 1680) fue un arquitecto, escenógrafo y pintor barroco italiano.

## Biografía
Nacido en Bolonia hacia 1606, no se tienen noticias ciertas de su formación que podría haber tenido lugar en el entorno de los Carracci. Según su propio testimonio, hacia 1627 se trasladó a Roma, aunque las primeras noticias documentales corresponden a 1635, cuando ingresó en la Academia de San Lucas. En 1638 contrajo matrimonio con Eleonora Aloisi, hija del pintor Baldassarre Aloisi, casado con una prima de los Carracci y fallecido ese mismo año.
También de 1638 son las primeras pinturas conocidas: los frescos de la capilla de Santa Ana en la iglesia de Santa Maria dell'Anime y los de la capilla Gessi en Santa Maria della Vittoria, fechados en 1639, en los que se advierte con claridad la formación boloñesa del pintor. En la capilla Gessi pudo comenzar la colaboración con Alessandro Algardi con quien compartió en 1644 la construcción y decoración de la Villa Doria Pamphili para el papa Inocencio X y el encargo del aparato fúnebre para las exequias de Ludovico Facchinetti, embajador de Bolonia en la corte papal. La pintura y ejecución de arquitecturas efímeras para fiestas y exequias fúnebres será precisamente una de sus actividades principales en los años centrales de su actividad artística.
En 1648 viajó a París llamado por el cardenal Mazzarino para trabajar en su palacio, de lo que nada se conserva. De vuelta en Roma, en 1651, siguió trabajando para la corte francesa a la vez que para la embajada de España, con la que colaboró en las decoraciones festivas por el nacimiento del príncipe Carlos en 1662 y en 1665 en la pintura del aparato fúnebre en honor de Felipe IV. También se encargó de la escenografía para la representación en honor de Cristina de Suecia de la ópera La vita humana ovvero Il trionfo della pietà, con libreto del futuro Clemente IX. Trabajó luego bajo la dirección de Pietro da Cortona en el palacio del Quirinal y, por encargo del cardenal Marcello Santacroce, en los frescos de la capilla de la Inmaculada en la catedral de Tivoli. En 1666 fue elegido príncipe de la Academia de San Lucas.
Grimaldi falleció en Roma el 28 de noviembre de 1680, el mismo día que Bernini y Athanasius Kircher. Su hijo Alessandro, fallecido en 1684, fue también pintor y continuó algunas de las tareas iniciadas por su padre.

## Pintura de paisaje

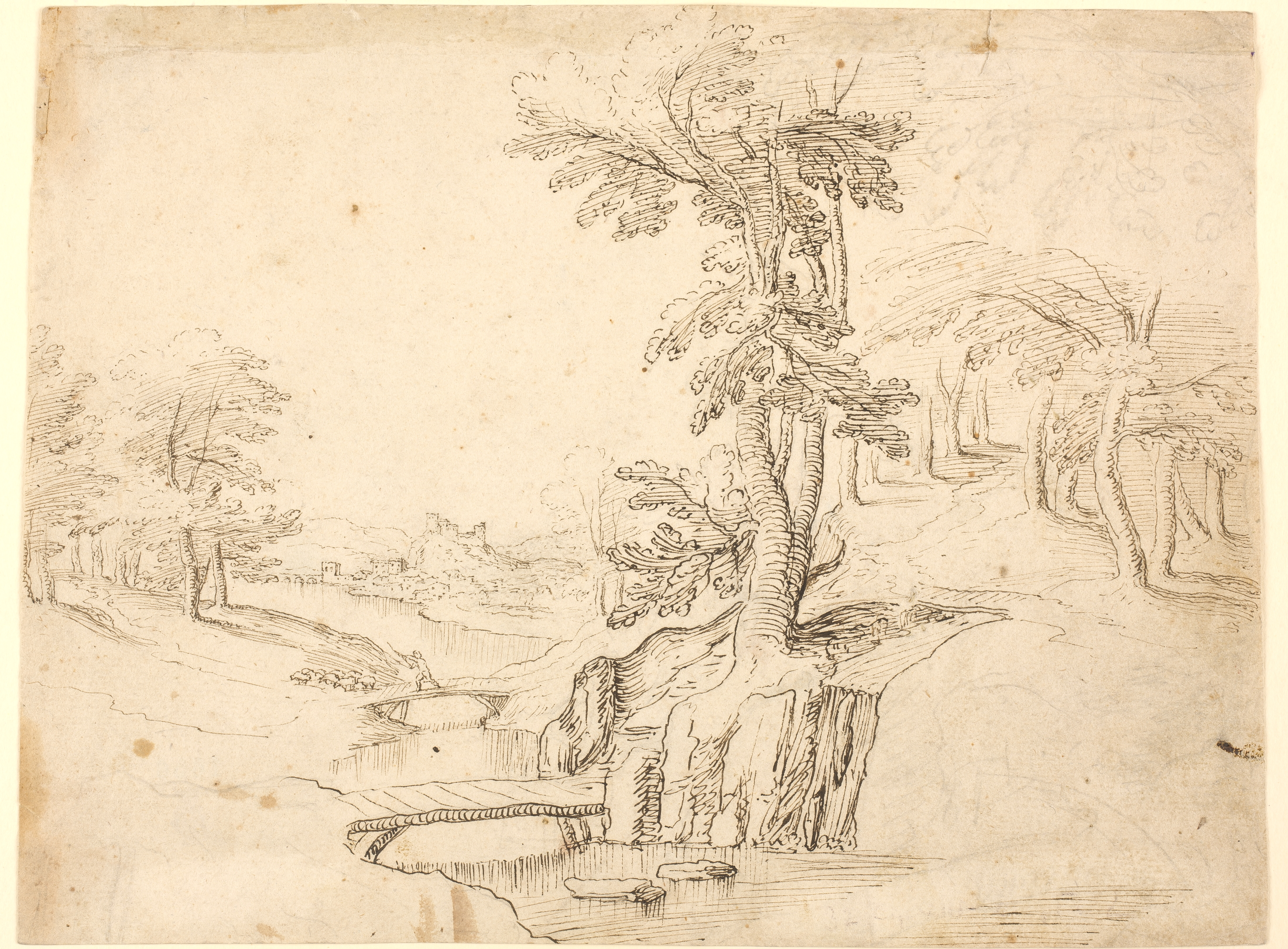
Estudio de paisaje, lápiz negro, pluma y tinta parda sobre papel, 201 x 265 mm, Madrid, Museo del Prado, Gabinete de Dibujos, Estampas y Fotografías.

De su dedicación a los paisajes, que llegarán a ser su especialidad, hay noticias desde 1640, cuando pintó un paisaje para una fiesta en el Collegio Romano. En 1648 cobró por dos paisajes con el profeta Elías pintados para el altar de Santa Teresa en la iglesia de San Martino ai Monti. También en el inventario de la Villa Doria Pamphili de 1666 se mencionaba, junto con un desaparecido retrato de Inocencio X, un paisaje con Venus, ahora en la Galleria Doria Pamphili. Poco posteriores han de ser  los frescos de la Sala Rossa del palacio de Monte Cavallo, en los que pintó una marina y un paisaje fluvial, pero donde el recurso escenográfico al paisaje es más completo es en los frescos de la sala de la Primavera de la Villa Falconieri en Frascati y en  algunas salas del palacio Borghese, en el que empezó a trabajar en 1672.
Grimaldi realizó numerosos dibujos como estudios para ser empleados en sus paisajes murales y al óleo. Vicente Victoria reunió en 1701 algunos de ellos, principalmente paisajes, en un álbum conservado en el British Museum. Además hay dibujos relacionados con aquellos en diversos museos. Menos abundantes son los paisajes pintados al óleo, de los que el Museo del Prado conserva cuatro ejemplares, uno con la Huida a Egipto, copia de Domenichino, los otros dos se encuentran en depósito en el Museo de Zaragoza, todos adquiridos por Felipe V a los descendientes del pintor Carlo Maratta, y un Paisaje con Tobías y el ángel guarda el Museo Thyssen Bornemisza.